# Ratpenat nasofoliat australià
El ratpenat nasofoliat australià (Hipposideros stenotis) és una espècie de ratpenat de la família dels hiposidèrids. Viu de forma endèmica a Austràlia. El seu hàbitat natural són en zones de penya-segats i gorgues vorejats d'arbres. No hi ha cap amenaça significativa per a la supervivència d'aquesta espècie.